# Chaetexorista discalis
Chaetexorista discalis är en tvåvingeart som beskrevs av Hiroshi Shima 1973. Chaetexorista discalis ingår i släktet Chaetexorista och familjen parasitflugor. Inga underarter finns listade i Catalogue of Life.